# Szolem Mandelbrojt
Szolem Mandelbrojt (Varsóvia, 10 de janeiro de 1899 – Paris, 23 de setembro de 1983) foi um matemático polonês de origem judaica. Dedicado ao estudo da análise matemática, foi aluno de Jacques Hadamard, a quem sucedeu como professor no Collège de France.